# ファームノート
株式会社ファームノート（英: Farmnote Inc.）は、北海道帯広市に本社を置く農業系ITベンチャー企業。
酪農・畜産向け牛群管理システム「Farmnote」を開発、販売している。

## 沿革
小林晋也は帯広市で育ち、旭川工業高等専門学校卒業後は部品商社勤務を経て、システム開発会社「スカイアーク」を起業する。スカイアークはIT技術力で評判が高かったものの、小林自身が開発システムのプログラムコードを記述するなどワンマンぶりが過ぎて、IT技術者が去り、業績が伸び悩むようになった。そんな頃、帯広の酪農家から「酪農の管理システム」構築の要望が小林にもたらされる。2013年11月、小林は2度目の起業としてファームノートを立ち上げた。
2017年より、産業革新機構、全国農業協同組合連合会（JA全農）などから資金調達を行い、以降も複数回の資金調達の結果、2018年11月時点での調達額は17億円となった。
2018年時点では、「Farmnote」の導入数は日本国内2700農家に拡大している。これは日本国内で飼育されている牛の約8%に導入された計算となる。

## Farmnote
Farmnoteは、牛の頭数、牛の食事や就寝時間、病気や治療の記録、種付けの履歴などの情報を一括管理するシステム。牧場の従業員はFarmnoteのアプリから「発情」や「種付」など個体情報を記録することで、繁殖予定や移動履歴、預託状況などを個体ごとに自動整理する。タイムライン形式（時系列）に個体ごとの牛の一生が記録されるため、過去の個体情報の履歴も参照しやすい。
2016年からは、加速度センサーなどを内蔵した牛専用のウェアラブルデバイス「ファームノートカラー（Farmnote Color）」を提供し、ファームノートカラーから送られてくるデータをクラウドストレージに蓄積して機械学習させたAIで解析することで牛の行動を判定し、発情行動や病気の疑いを検出、通知する。2018年9月時点のファームノートカラーの導入農家は約50件。
「経験と勘」に頼って行われていた畜産・酪農業界にIoT（モノのインターネット）技術を導入した事例として知られる。
2018年、第17回日本イノベーター大賞において、日経ビジネスRaise賞を獲得した。